# Théodore Monod
Théodore André Monod, más conocido como Théodore Monod, (Ruan, 9 de abril de 1902 - Versalles, 22 de noviembre de 2000) fue un naturalista, explorador, erudito y humanista francés.
Aunque a menudo rehusó los honores, Théodore Monod fue director del Instituto del África Negra, profesor del Museo Nacional de Historia Natural, miembro de la Academia de Ciencias de Ultramar, en 1949, de la Academia de la Marina, en 1957, y miembro del Instituto de Francia (Academia de Ciencias) en 1962.
Comienza su carrera estudiando las focas monje en la península de Cabo Blanco (Mauritania) pero rápidamente se vuelca en la observación del desierto del Sáhara que recorrerá durante más de sesenta años, en camello o a pie, en busca de un meteorito mítico. Durante sus exploraciones, encuentra numerosos enclaves del neolítico y descubre numerosas especies vegetales, algunas de las cuales llevan su nombre.
Junto con Auguste Piccard, efectúa en 1948 la primera inmersión del batiscafo experimental "FNRS II" en Dakar. Durante esta prueba el ingenio alcanza la profundidad de 25 m, en ensayos posteriores, ya sin la participación de Monod, sería sometido a pruebas más exigentes.
En Essouk (Malí), descubrió el esqueleto del hombre de Asselar, con una edad estimada de 6000 años, y cuyo cráneo muestra claramente características negroides.

## El humanista comprometido
Naturalista de formación, pero también por convicción, Monod era un ecologista.
No disoció por lo tanto lo humano de sus preocupaciones y lo situó incluso en el corazón de sus pensamientos y sus acciones. En la segunda mitad del siglo XX tomó partido por los movimientos antinucleares, antimilitaristas, no violentos, de defensa de los derechos humanos, entre otros.
En 1970, dirigió un Comité Internacional para la Defensa de Ernest Ouandié durante su juicio. El revolucionario camerunés será ejecutado por orden del régimen de Ahmadou Ahidjo.

## Obras

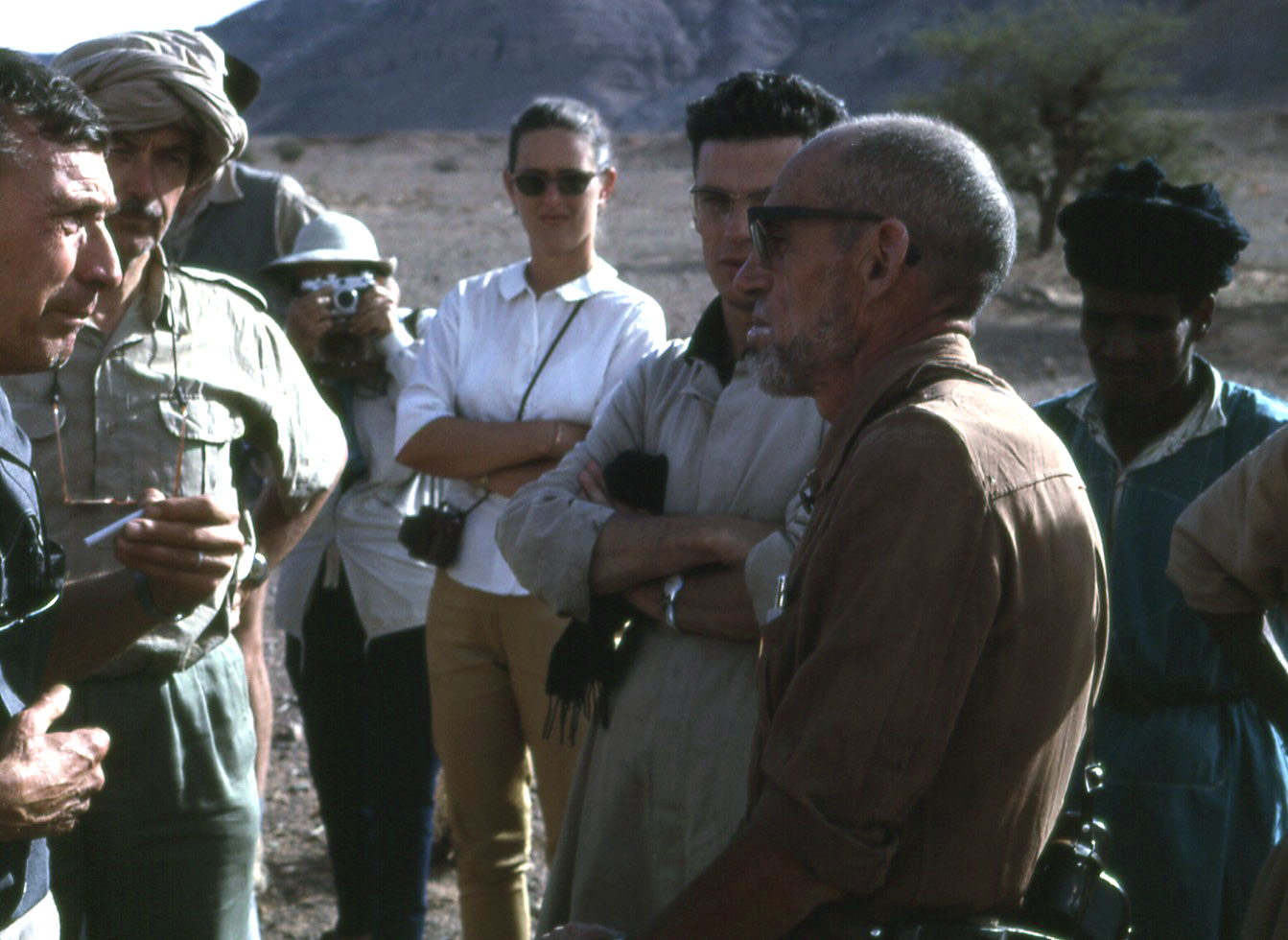
Théodore Monod con arqueólogos, Desierto del Sahara, Mauritania en 1967.

Sus obras han sido reeditadas por Actes Sud (Arlés), entre ellas:
- La Mort de la « Baleine rouge », novela histórica. 88 pp., 1929, editada por Desclée de Brouwer en 2004

- Livre des prières, (París, 1937), reeditada en 1989

- Livre des prières (tiers-ordre des veilleurs), Labor & Fides, Ginebra 1937

- Bathyfolages, plongées profondes. Ed. Julliard, 1954, reeditó Actes Sud, 1991

- L'Émeraude des garamantes. Ediciones L'Harmattan, París, 1984, reeditada en 1992

- Et si l’aventure humaine devait échouer, 1991, reed. Ed. Grasset & Fasquelle, 2000

- L'Hippopotame et le philosophe, reeditada en 1993

- Le Fer de Dieu. Histoire de la météorite de Chinguetti, con Brigitte Zanda, Actes Sud, 1992

- Ballade de mes heures africaines, Babel, Mazamet 1993

- Désert lybique, ediciones Arthaud, 1994

- Majâbat Al-Koubrâ, Actes Sud, 1996

- Maxence au désert, Actes Sud, Arlés, 1995

- Le chercheur d'absolu, Ed. le cherche midi, 1997

- Terre et Ciel, Babel, entrevistas con Sylvain Estibal, Actes Sud, 1997

- Les Carnets de Théodore Monod, compilado por Cyrille Monod, Le Pré aux Clercs, 1997

- Révérence à la vie, conversaciones con Jean-Philippe de Tonnac, Grasset, 1999

- Paix à la petite souris, Desclée de Brouwer, 2001

- Tais-toi et marche ..., diario de exploraciones El Ghallaouya-Aratane-Chinguetti, Actes Sud, 2002

- Dictionnaire humaniste et pacifiste, ensayo, Ed. le cherche midi, 2004

### Obras científicas
La literatura científica de Monod es demasiado rica para ser incluida aquí. La contraparte está incluida en el libro Nicole Vray, 1994. En las pp. 389 a 424, alrededor de 700 referencias científicas que abarcan desde 1921 hasta 1994, y en las pp. 425-449 de 500 publicaciones diferentes que cubren desde 1922 hasta 1994.

### Obras colectivas
- Écologie et spiritualité, Albin Michel, 2006, con entre otros: Jacques Brosse, André Comte-Sponville, Eugen Drewermann, Albert Jacquard, Jacques Lacarrière, Jean-Marie Pelt, Pierre Rabhi, Annick de Souzenelle...

- La Grâce de solitude, Albin Michel, 2006, con Jean-Michel Besnier, Christian Bobin, Jean-Yves Leloup, Marie de Solemne

- Paroles pour les animaux, Albin Michel, 1999, con Michel Piquemal

## Vínculos familiares
Théodore Monod era pariente de Jacques Monod (1910-1976), biólogo y químico, Jérôme Monod (nacido en 1930), político, y Jean-Luc Godard (nacido en 1930), cineasta.

## Honores

### Epónimos
Género
- (Poaceae) Monodia S.W.L.Jacobs[1]

Especies
| - (Asteraceae) Atractylis monodii Arènes - (Celastraceae) Maytenus monodii Exell | - (Orchidaceae) Dendrochilum monodii J.J.Sm. - (Poaceae) Digitaria monodii Veldkamp | - (Poaceae) Eragrostis monodii A.Camus - (Scrophulariaceae) Kickxia monodiana (Maire) Alziar |

- La abreviatura «Monod» se emplea para indicar a Théodore Monod como autoridad en la descripción y clasificación científica de los vegetales.[8]